# Битка при Метвен
Битката при Метвен е част от Шотландските освободителни войни. Състои се на 19 юни 1306 г. в околностите на град Пърт и приключва с победа за англичаните срещу шотландците.

## Причина
През февруари 1306 г. Робърт I е отлъчен от църквата от папа Климент V. На 25 март, Робърт I е провъзгласен за крал на Шотландия. Едуард I реагира мигновено и изпраща армия от 3000 души кавалерия, под командването на Аймер де Валенс, за да залови Брус.

## Битката
В средата на юни Пърт е английско владение. Робърт I решава да отвоюва обратно града. Той свиква под знамената 4500 мъже, които мобилизира след коронацията си. Армията му достига до крепостните стени на Пърт на 18 юни и приема предложението на де Валенс битката да се проведе на следващия ден. Шотландската армия се придвижва няколко мили западно от Пърт и там прави лагера си, за да пренощува. Късно през нощта англичаните провеждат изненадваща и коварна атака. В образувалия се хаос оцеляват само няколкостотин шотландци.